# Bessie Coleman
Elizabeth "Bessie" Coleman (Atlanta, Texas, 26 de gener de 1892 – Jacksonville, Florida, 30 d'abril de 1926) va ser una aviadora civil estatunidenca. Va ser la primera dona afroamericana pilot de la història i la primera persona d'ascendència afroamericana que va obtenir una llicència internacional de pilot.

## Primers anys
Coleman va néixer el 26 de gener de 1892 a Atlanta, Texas, com la desena de tretze fills dels grangers George i Susan Coleman. Quan Bessie tenia només dos anys, la família es va traslladar a Waxahachie per tal d'augmentar els ingressos amb la recollida del cotó i les feines domèstiques. Coleman va començar l'escola als sis anys, un establiment per a alumnes afroamericans d'una sola habitació; havia de caminar més de sis quilòmetres cada dia per arribar-hi. Encara que de vegades no tenia els estris escolars bàsics, com ara guix i llapis, Coleman era una alumna excel·lent. Li encantava llegir i destacava en matemàtiques, la qual cosa la va portar a graduar-se després d'haver completat vuit anys d'educació escolar. Cada any, la seva rutina, que consistia a anar a escola, a l'església i ajudar en les tasques de la llar, s'interrompia per la collita del cotó.
L'any 1901, la vida de Coleman va fer un gir dramàtic: George Coleman, que tenia ascendència cherokee, va decidir emigrar a territori indi a Oklahoma, per escapar tant de la misèria com de la violència racial que patien a Texas, però Susan i els nens no el van acompanyar.
Quan tenia dotze anys, Coleman va ser acceptada a l'Església Baptista Missionera. Quan va fer-ne divuit, va reunir tots els estalvis i es va inscriure a la Universitat Colored Agricultural and Normal (en l'actualitat anomenada Universitat Langston) a Langston, Oklahoma. Va completar un sol curs, ja que els diners se li van acabar i va haver de tornar a casa seva. Coleman sabia que no tindria futur al seu poble natal, per la qual cosa es va traslladar amb dos dels seus germans a Chicago, on va iniciar la cerca d'una ocupació.

## Carrera

### Chicago
El 1915, quan tenia vint-i-tres anys, Coleman va marxar amb els seus germans a Chicago, Illinois, on va treballar a la perruqueria White Sox fent la manicura. Allí passava el temps escoltant els pilots que havien tornat de la Primera Guerra Mundial, que relataven les seves aventures pel món durant la guerra. Amb el temps, Coleman va començar a fantasiejar amb la idea de ser pilot. El seu germà John, que havia servit a Europa durant la Gran Guerra, solia molestar-la amb la idea que les franceses eren millors que les afroamericanes perquè les primeres ja eren pilots; ella, en canvi, no podria ser admesa a les escoles de vol dels Estats Units pel fet de ser negra i dona. Ni tan sols un aviador nord-americà afroamericà podria entrenar-la. No obstant això, Robert S. Abbott, fundador i editor del Chicago Defender, la va encoratjar que estudiés a l'estranger. Coleman va rebre ajuda econòmica del banquer Jesse Binga i del Defender, que va posar l'accent en la seva personalitat extravagant i en la seva bellesa per promoure el diari i la seva causa.

### França

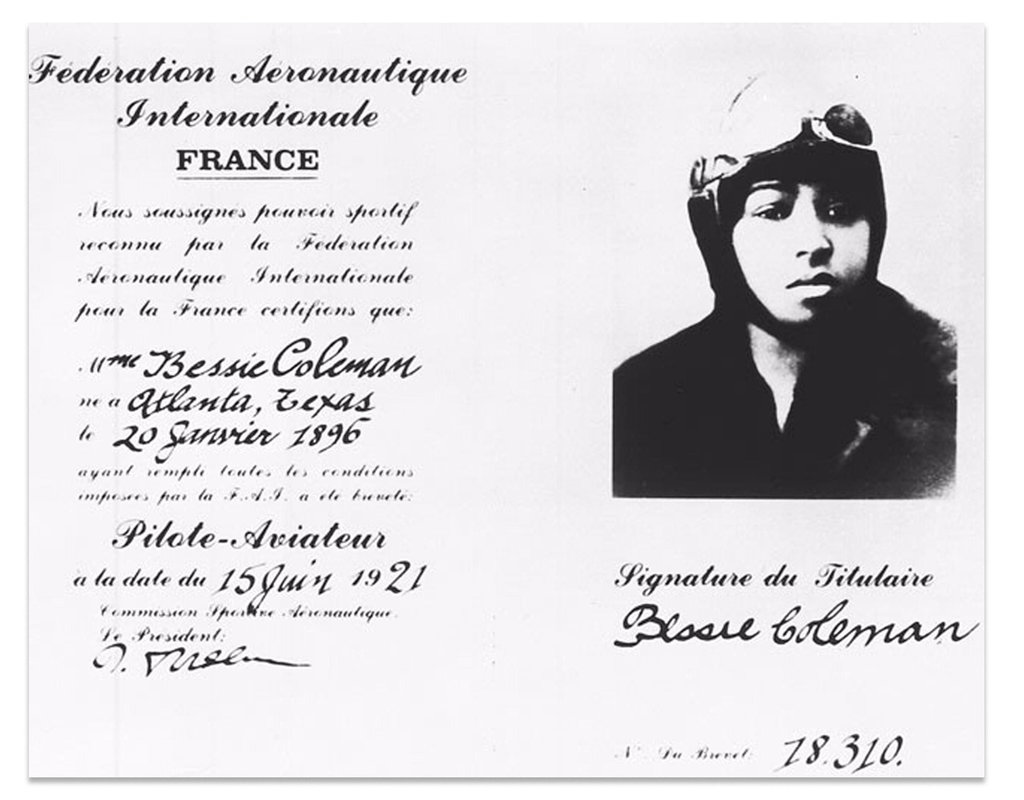
La llicència d'aviació de Coleman.

Coleman va rebre classes de francès a l'Escola Berlitz de Chicago, i el 20 de novembre de 1920 va partir rumb a París. A França, va aprendre a volar, a l'escola Caudron, a Le Crotoy, en un biplà Nieuport 82, amb "un sistema de control que consistia en una barra vertical del gruix d'un bat de beisbol davant del pilot i una barra timó sota els peus de l'aviador". El 15 de juny de 1921, Coleman es va convertir no només en la primera dona afroamericana a obtenir una llicència d'aviació internacional de la Fédération Aéronautique Internationale, sinó també en la primera afroamericana al món a obtenir una llicència de pilot d'aviació. Decidida a millorar les seves habilitats, Coleman va passar els dos mesos següents rebent lliçons d'un pilot francès prop de París, i al setembre va partir rumb a Nova York.

### Espectacles aeris
Coleman es va adonar ràpidament que per guanyar-se la vida com a pilot civil (l'era dels vols comercials no arribaria fins a almenys deu anys després) hauria de dedicar-se a les exhibicions aèries per a l'entreteniment i actuar per a un públic. No obstant això, per tenir èxit en un camp tan competitiu, necessitava classes avançades i un repertori més extens. Després de tornar a Chicago, va descobrir que ningú estava disposat a ensenyar-li, per la qual cosa el 28 de febrer de 1922 va partir novament cap a Europa. Va passar els tres mesos següents a França on va fer cursos avançats d'aviació amb el mateix Nieuport i després va visitar els Països Baixos per trobar-se amb Anthony Fokker, un dels dissenyadors d'aeronaus més distingits del món i visitar les seves fàbriques. També va viatjar a Alemanya, on va visitar la Corporació Fokker i va rebre entrenament addicional per part d'un dels principals pilots de la companyia. Va tornar als Estats Units amb la confiança i l'entusiasme que necessitava per llançar la seva carrera en el vol d'exhibició.
El setembre del 1922, es va convertir en una sensació dels mitjans quan va tornar al seu país. "Queen Bess" ("la Reina Bess"), com era coneguda, va ser molt popular durant els cinc anys següents. Convidada a esdeveniments importants i entrevistada molt sovint pels periòdics, era admirada tant pels afroamericans com pels blancs. Els avions amb què solia volar eren els biplans Curtiss JN-4 "Jenny" i altres aeronaus de guerra que havien quedat de la Primera Guerra Mundial. El 22 de febrer de 1922, a Los Angeles, Califòrnia, es va trencar una cama i tres costelles quan el seu avió es va embussar i es va estavellar. Va fer la seva primera aparició en una exhibició de vol als Estats Units el 3 de setembre del mateix any, en un esdeveniment organitzat per honorar els veterans del Regiment d'Infanteria número 369, compost íntegrament per afroamericans, dut a terme a Long Island, prop de la ciutat de Nova York i patrocinat pel seu amic Abbott i pels editors del periòdic Chicago Defender. En l'espectacle, Coleman va ser presentada com "l'aviadora dona més gran del món" i va incloure exhibicions aèries d'altres vuit pilots nord-americans, i un salt en paracaigudes de Hubert Julian. Sis setmanes més tard, va tornar a Chicago per fer una demostració de maniobres temeràries, incloent figures, voltes i vols arran de terra davant un públic entusiasta i nombrós a l'Aeròdrom Checkerboard (en l'actualitat l'Aeroport Internacional Midway).
Malgrat els seus assoliments, l'emoció de les exhibicions de vol i l'admiració del públic eren solament una part del somni de Coleman. Mai es va oblidar d'una promesa que s'havia fet a ella mateixa durant la infància, la de "ser algú important". Com a aviadora professional, Coleman va ser molt criticada per la premsa per la seva naturalesa oportunista i l'estil extravagant que demostrava en els seus espectacles aeris. No obstant això, va guanyar ràpidament una reputació com a pilot hàbil i arriscada que no es detenia davant de res per completar una maniobra perillosa.
A través dels seus contactes en els mitjans, se li va oferir un paper en un llargmetratge titulat Shadow and Sunshine, que seria finançat per la African American Seminole Film Producing Company. Va acceptar encantada, ja que esperava que la publicitat l'ajudés a avançar en la seva carrera i li proporcionés els diners que necessitava per establir la seva pròpia escola de vol. No obstant això, en descobrir que en la primera escena de la pel·lícula havia d'aparèixer vestida amb roba feta esquinçalls, amb un bastó i una motxilla a les espatlles, es va negar a continuar. Segons Doris Rich, "la decisió de Bessie d'abandonar el rodatge va ser clarament una qüestió de principis. Encara que era oportunista pel que fa a la seva carrera, mai va ser oportunista pel que fa a la seva raça. No tenia la intenció de perpetuar la imatge despectiva que la majoria dels blancs tenien dels afroamericans".
Coleman no viuria prou per complir el seu somni més gran, que era establir una escola per a aviadors joves i afroamericans, però els seus assoliments com a pionera van inspirar a una generació d'homes i dones afroamericans. Segons el Tinent William J. Powell, en el seu llibre de 1934 Black Wings, "Gràcies a Bessie Coleman hem envaït el que era pitjor que les barreres racials. Hem envaït les barreres que existien dins de nosaltres mateixos i ens hem atrevit a somiar". Powell va combatre en una unitat segregada durant la Primera Guerra Mundial, i va promoure la causa de l'aviació afroamericana sense descans, en el seu llibre, els seus periòdics i en l'Aeroclub Bessie Coleman, que va fundar l'any 1929.

## Defunció
El 30 d'abril de 1926, Coleman, de trenta-quatre anys, es trobava a Jacksonville, Florida. Havia comprat un Curtiss JN-4 (Jenny) feia poc temps a Dallas, Texas i l'havia portat a Jacksonville per preparar-se per a una exhibició aèria; els seus amics i família no consideraven segur l'avió i li havien suplicat que no hi volés. El seu mecànic i agent publicitari, William Willis, viatjava en l'avió amb Coleman com a copilot. Coleman no es va posar el cinturó de seguretat perquè planejava llançar-se en paracaigudes l'endemà i volia fer un cop d'ull complet a la cabina per examinar el terreny. Aproximadament deu minuts després de l'enlairament, l'avió no va respondre com s'esperava i va fer una barrina, que va causar que Coleman sortís disparada de l'aeronau a cent cinquanta metres de distància, va copejar-se a terra i va morir a l'instant. William Wills no va aconseguir controlar l'aeronau i també va morir després d'estavellar-se contra terra, mentre l'avió es calava foc. Encara que les restes que van quedar estaven molt cremades, més tard es va descobrir que una clau que s'usava per reparar el motor havia lliscat dins de la caixa de canvi i l'havia embussat.

## Llegat i homenatges
El 2 de maig de 1926 es va dur a terme el seu funeral, a Jacksonville, Florida, amb la presència de cinc mil persones, moltes de les quals eren membres prominents de la societat afroamericana, incloent-hi Ida B. Wells. Tres dies més tard, les seves despulles van arribar a Orlando, on milers de persones més van assistir al funeral a l'Església Baptista Missionera Muntanya Zion; en el seu últim viatge, el 5 de maig, va anar a Chicago, on es va dur a terme un servei en memòria seva a l'Església Baptista Pelegrina. Aproximadament deu mil persones van passar al costat del taüt durant tot el dia i tota la nit. Després de les cerimònies funeràries, va ser sepultada al Cementiri Lincoln.
Amb el pas dels anys, va créixer el reconeixement cap als assoliments de Coleman. El seu impacte en la història de l'aviació, en particular pel que fa als afroamericans, ja va ser reconegut immediatament després de la seva defunció. L'any 1927 es van inaugurar molts aeroclubs amb el seu nom a tot el país; el 1931, en el Dia del Treballador, aquests clubs van patrocinar la primera exhibició aèria composta solament per afroamericans, que va atreure al voltant de quinze mil espectadors. Aquest mateix any, un grup de pilots afroamericans va establir una tradició anual en la qual sobrevolaven la tomba de Coleman, al Cementiri Lincoln. El nom de Coleman també va començar a aparèixer als edificis de Harlem.
L'any 1989, la Societat First Flight va incloure Coleman en el seu altar que honora els individus i grups que hagin estat pioners en algun camp del desenvolupament de l'aviació. Una sala de conferències de l'Administració Federal d'Aviació, a Washington DC, té el nom de Coleman. El 1990, l'alcalde de Chicago Richard M. Daley va renomenar el carrer Old Mannheim, a l'Aeroport Internacional O'Hare, com a Bessie Coleman Drive. L'any 1992 es va proclamar el 2 de maig com el "Dia de Bessie Coleman a Chicago".
Mae Jemison, metgessa i antiga astronauta de la NASA, va escriure en el llibre Queen Bess: Daredevil Aviator (1993): "Assenyalo Bessie Coleman i dic sense dubtar que va ser una dona, un ésser, que exemplifica i serveix com a model per a tota la humanitat: va ser la definició exacta de la fortalesa, la dignitat, el coratge, la integritat i la bellesa. Sembla un bon dia per volar".
L'any 1995 va ser homenatjada amb la seva imatge en un segell postal als Estats Units, i va ser inclosa en el Saló de la Fama de les Dones en l'Aviació. Al novembre d'any 2000, Coleman va ser inclosa en el Saló de la Fama de l'Aviació de Texas. El 20 d'octubre de 2008 es va estrenar Barnstormer, un musical basat en la seva vida, al National Alliance for Musical Theater Festival de Nova York; el llibret i les lletres de les cançons van ser escrites per Cheryl Davis i la música per Douglas Cohen. I el 23 de juliol de 2011, en el norantè aniversari del seu primer vol, va ser commemorada amb una lectura de diverses parts d'algunes de les seves biografies en una exhibició de models d'aeronaus a Miller Field, Staten Island, un antic establiment de la Força Aèria dels Estats Units.